# Astacilla brevipes
Astacilla brevipes är en kräftdjursart som först beskrevs av Barnard 1920.  Astacilla brevipes ingår i släktet Astacilla och familjen Arcturidae. Inga underarter finns listade i Catalogue of Life.